# Championnat d'Europe du kilomètre contre-la-montre féminin (juniors)
Le Championnat d'Europe de kilomètre contre-la-montre féminin juniors est le championnat d'Europe de kilomètre contre-la-montre organisé annuellement par l'Union européenne de cyclisme pour les cyclistes âgées de 17 et 18 ans. Cette épreuve remplace celle du 500 mètres à partir de 2025.

## Palmarès
| Année | Or            | Argent             | Bronze        |
| ----- | ------------- | ------------------ | ------------- |
| 2025  | Erin Boothman | Iuliia Chertikhina | Zita Gheysens |